# Nho Madrasa
Madrasa (tiếng Azerbaijani: Mədrəsə, còn được gọi là Matrassa và Madrasi) là một giống nho đỏ vỏ hồng được trồng ở miền nam Caucasus ít nhất là từ thế kỷ XIX, đặc biệt là ở Azerbaijan và Armenia, cũng như một số quốc gia Trung Á. Hầu hết các đồn điền của Madrasa được tìm thấy gần Biển Caspi như ở Azerbaijan và Armenia.